# Glenn Björk
Glenn Rune Björk, född 1939, är en svensk biolog. Han disputerade 1971 vid Umeå universitet där han senare blivit professor i molekylärbiologi. 
Björk har bland annat varit prodekan för teknisk-naturvetenskaplig fakultet och suttit i Umeå universitets styrelse. Han var under 1990-talet först ledamot och sedan åren 1998–2000 vice ordförande för det europeiska forskningssamarbetet EMBL, European Molecular Biology Laboratory. Björk har under åren 2009–2016 suttit i den gemensamma styrelsen för forskningscentren Umeå Centre for Microbial Research (UCMR) och Molecular Infection Medicine Sweden (MIMS) vid Umeå universitet, och fick förnyat förtroende för perioden 2017–2021.
Glenn Björk blev 1990 ledamot (nummer 1336) i Vetenskapsakademien och är även ledamot av EMBO, the European Molecular Biology Organization, samt sitter i styrelsen för Carl Tryggers stiftelse för vetenskaplig forskning.
Tillsammans med Leif Isaksson, professor i mikrobiologi vid Stockholms universitet och Elisabeth Haggård, professor i genetik vid Stockholms universitet, drev han åren 2004–2016 genteknikföretaget PlasEx, som utvecklat en metod för storskalig bakterieodling utan användning av antibiotika.